# Avia D

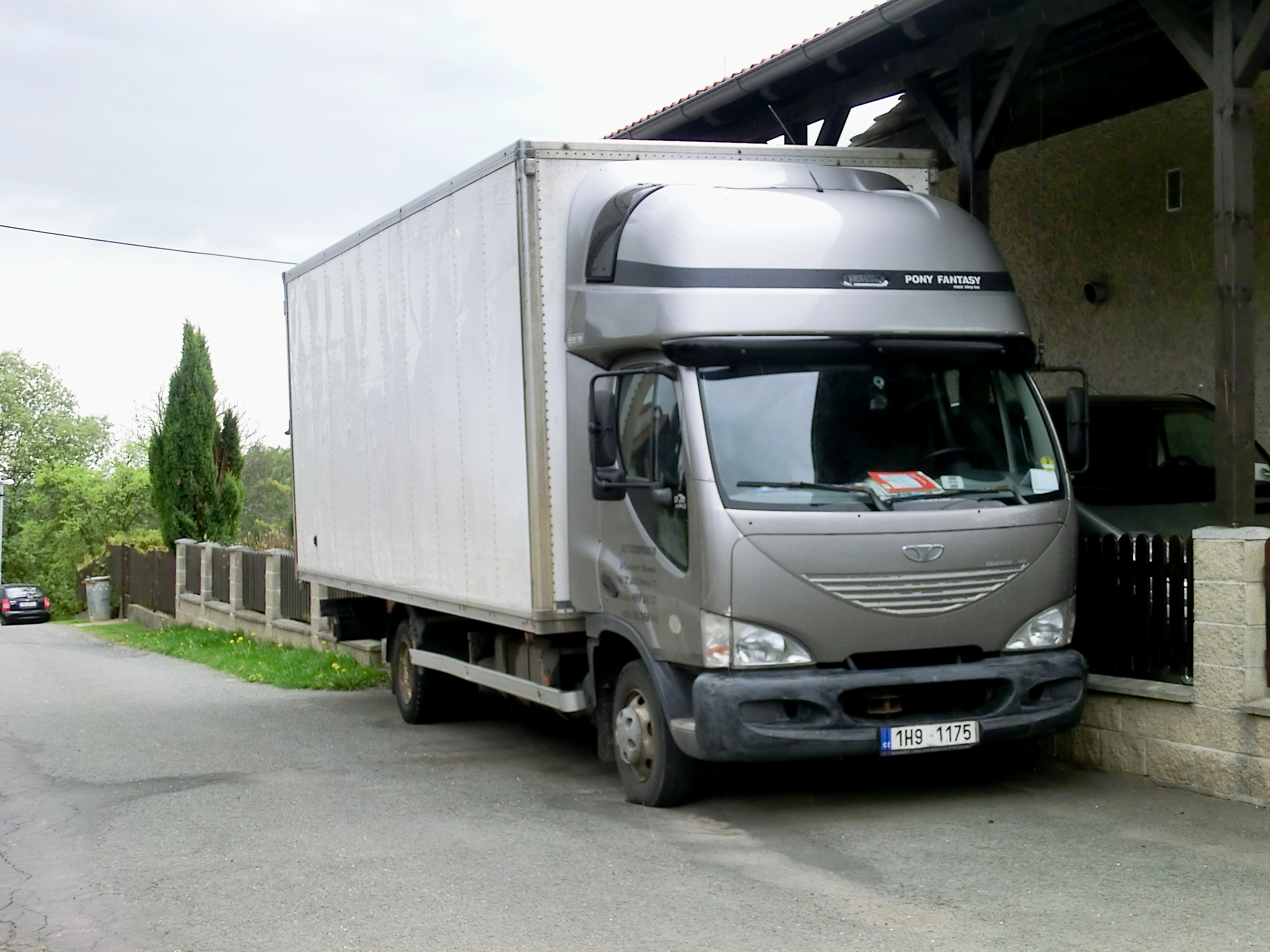
Avia D 75

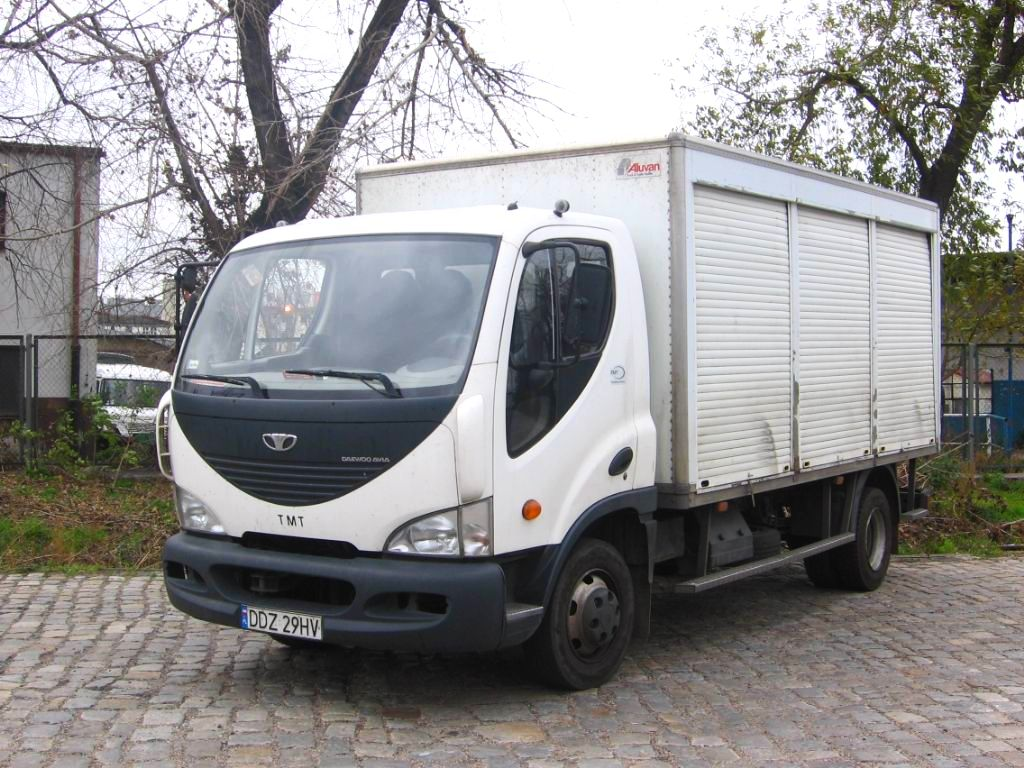
Avia D 90

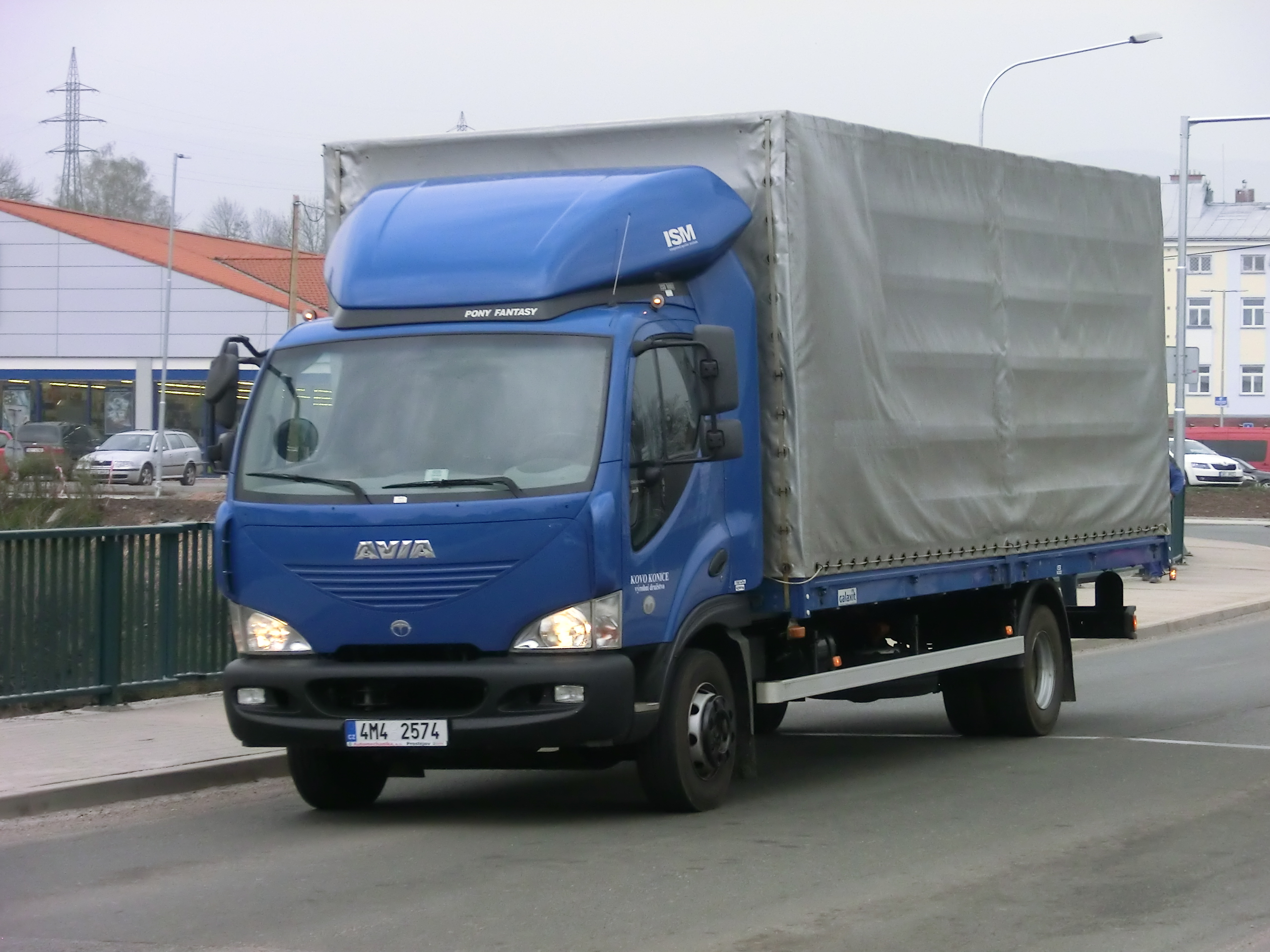
Avia D 120

Avia D byla řada lehkých nákladních automobilů, vyráběných českou společností Avia v pražských Letňanech. Od roku 2000 nahradily výrobu řady Avia A 60/65/70/75/80. Modifikace řady byly: Avia D 60 / 65 / 75 / 80 / 85 / 90 / 100 / 110 / 120 a nejvýkonnější Avia D 120 4x4. Vozy plnily normu Euro-5. Avia D 75 (bez motoru a převodovky) byla dodávána například britské společnosti Smith’s Electric Vehicles (SEV), která z ní stavěla užitkové elektromobily.
V Česku byla výroba ukončena  roku 2013, v Indii se poté vyráběly nákladní automobily s kabinou Avie D, s názvem Ashok Leyland Boss a Ashok Leyland Guru. Po odkupu Avie českou firmou Czechoslovak Group, byla její výroba v Česku obnovena v září 2017, facelift dostal název Avia D Initia a plní již normu Euro-6.

## Technické údaje
- Rozměry:
  - Délka: 5 800 mm
  - Šířka: 2 200 mm
  - Výška: 2 390–2 520 mm
- Hmotnost: 
  - Celková: 6 000–12 000 kg
  - Pohotovostní: 3 423–3 635 kg
  - Užitečná: 2 567–8 355 kg

- Motor:
  - Označení: Cummins ISB4.5E5[4]
  - Typ: vznětový 4válec s přímým vstřikováním paliva a turbodmychadlem
  - Objem motoru: 4 462 cm³
  - Výkon: 117–152 kW při 2 500 ot./min
  - Maximální točivý moment: 602–760 Nm při 1 700 ot./min
- Maximální rychlost: 118 km/h[5]
- Objem nádrže: 120–200 l
- Spojka: suchá, jednokotoučová, disková
- Převodovka: ZF6S850, mechanická, 6stupňová, plně synchronizovaná

## Facelift

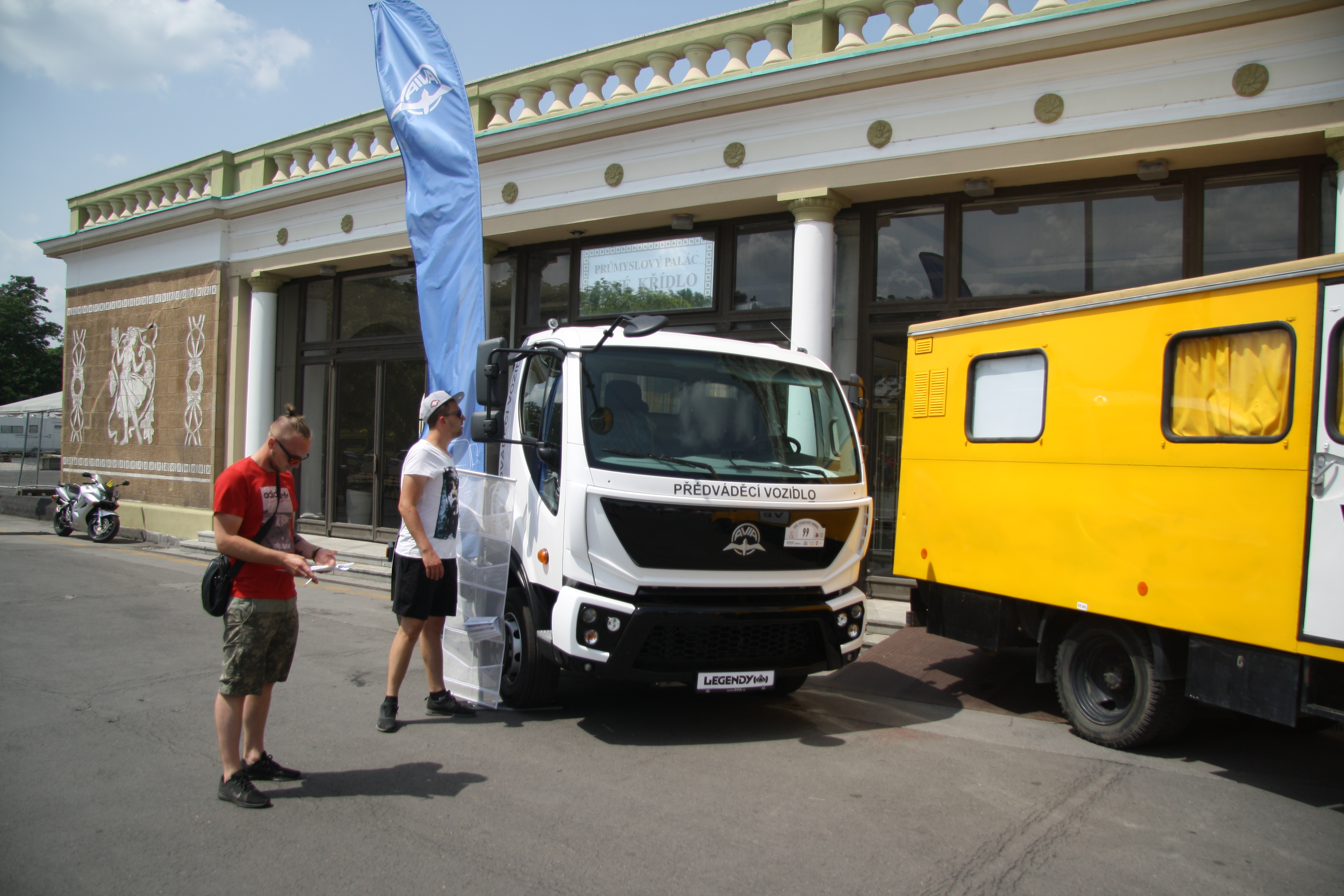
Avia D Initia

Česká firma CSG v dubnu 2016 odkoupila od indických vlastníků značku Avia a rozhodla se v Česku výrobu Avie D obnovit. Výroba byla přesunuta z Letňan do Přelouče. V červnu 2017 byl na veletrhu v Moskvě představený nový facelift Avie D (Euro5). Výroba nové Avie D Initia byla zahájena v září 2017. Vozidla splňují emisní normu Euro-6 a mají čtyřvalcové motory Cummins ISB 4.5l (150, 180 a 210 koní). Společnost chce každoročně vyrábět 360-400 vozů.
Od roku 2019 společnost upustila od nižších modelů D75 a D90 Initia a pokračuje jen ve výrobě D120 Initia 4x4 (134 kW nebo 152 kW).